# Hydropsyche orectis
Hydropsyche orectis is een schietmot uit de familie Hydropsychidae. De soort komt voor in het Oriëntaals gebied en is ontdekt door W. Mey.